# Psychotria vitiensis
Psychotria vitiensis är en måreväxtart som beskrevs av Francis Raymond Fosberg. Psychotria vitiensis ingår i släktet Psychotria och familjen måreväxter. Inga underarter finns listade i Catalogue of Life.